# تشاو لي جيان
تشاو لي جيان (بالصينية: 赵立坚، بالبينيين: Zhào Lìjiān - ولد في 10 نوفمبر 1972) سياسي صيني ونائب مدير إدارة معلومات وزارة الخارجية الصينية. وهو المتحدث الرسمي الحادي والثلاثون للخارجية الصينية منذ إنشاء المنصب عام 1983. انضم إلى السلك الدبلوماسي في عام 1996، وعمل بشكل أساسي في آسيا. أصبح تشاو بارزًا خلال فترة خدمته في باكستان لاستخدامه الصريح لتويتر موقع شبكة اجتماعية محجوب داخل الصين. وقد تم التعرف عليه كقائد بارز للجيل الجديد من دبلوماسيي «المحاربين الذئاب الصينيين».

## السيرة الشخصية
ولد تشاو لي جيان في بلدة ياوانغزوانغ في مقاطعة خبي في نوفمبر 1972. تخرج من المدرسة المتوسطة رقم 1 في مقاطعة لوانان وجامعة جنوب الوسط في هونان. حصل على درجة الماجستير في السياسة العامة من معهد كوريا للتنمية، حيث درس بين فبراير وديسمبر 2005.
انضم تشاو إلى وزارة الشؤون الآسيوية في عام 1996 كملحق. نُقل إلى السفارة الصينية في باكستان كملحق للسكرتير الثالث عام 2003. في عام 2013 تم استدعاؤه إلى إدارة الشؤون الآسيوية. من عام 2015 إلى أغسطس 2019 عمل كمستشار ومستشار وزير بالسفارة الصينية في إسلام أباد. خلال فترة عمله هناك استخدم اسم «محمد ليجيان تشاو» في حسابه الرسمي على تويتر، لكنه أسقط كلمة «محمد» في عام 2017 بعد ورود تقارير تفيد بأن الصين حظرت العديد من الأسماء الإسلامية في شينجيانغ.
أصبح تشاو معروفًا جيدًا لاستخدامه المتكرر لـ تويتر لانتقاد الولايات المتحدة، بما في ذلك مواضيع مثل العلاقات بين الأعراق والسياسة الخارجية للولايات المتحدة في الشرق الأوسط. إلى جانب بيانات مؤتمره الصحفي أسس «تاريخًا طويلًا من التأكيدات الاستفزازية». كان تشاو نائب مدير إدارة المعلومات بوزارة الخارجية في جمهورية الصين الشعبية منذ أغسطس 2019.

## التصريحات وتويتر والخلافات

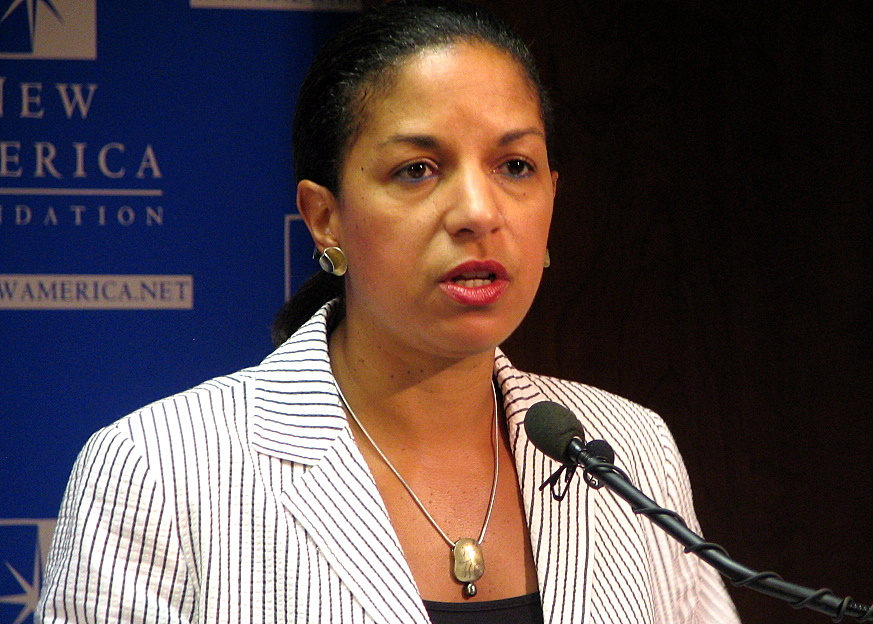
سوزان رايس

يولي الحزب الشيوعي الصيني أهمية كبيرة لإدارة المعلومات، ويستخدم تشاو المؤتمرات الصحفية وتويتر لتوجيه المعلومات والوصول إلى الأهداف الاستراتيجية للصين. على الرغم من حظره في الصين في عام 2009، فقد انضم تشاو إلى تويتر في عام 2010، وأصبح من أوائل مبعوثي الحكومة الصينية الذين استخدموا منصة التواصل الاجتماعي. بحلول نهاية عام 2020 كان لديه 780.000 متابع.

### الأعين الخمسة
في 19 نوفمبر 2020 قالت مجموعة الأعين الخمسة لتبادل المعلومات الاستخباراتية إن فرض الصين لقواعد جديدة لاستبعاد المشرعين المنتخبين في هونغ كونغ يبدو أنه جزء من حملة لإسكات المنتقدين ودعت بكين إلى عكس مسارها. وردًا على ذلك قال تشاو: «بغض النظر عما إذا كان لديهم خمس عيون أو عشرة أعين، إذا تجرأوا على الإضرار بسيادة الصين وأمنها ومصالحها التنموية فعليهم أن يحذروا من نخز أعينهم وتعميها».

### تقرير بريتون
في 30 نوفمبر 2020 نشر تشاو على حسابه الشخصي على تويتر: «مصدوم بقتل مدنيين أفغان وسجناء على يد جنود أستراليين، ندين بشدة مثل هذه الأعمال، وندعو لمحاسبتهم»، مصحوبة بصورة جندي أسترالي يبدو أنه يحمل سكينًا ملطخة بالدماء على حلق طفل أفغاني. يُعتقد أن الصورة التي تم إنشاؤها في الأصل من قبل رسام الكاريكاتير السياسي الصيني على الإنترنت هي إشارة إلى تقرير بريتون، الذي أصدرته الحكومة الأسترالية في وقت سابق في ذلك الشهر، والذي يفصل جرائم الحرب التي ارتكبتها الأسترالية وقوة الدفاع أثناء الحرب في أفغانستان بين عامي 2005 و2016، بما في ذلك ذبح طفلين أفغانيين يبلغان من العمر 14 عامًا، وتغطية الجيش الأسترالي لها لاحقًا. في وقت لاحق من ذلك اليوم دعا رئيس الوزراء الأسترالي سكوت موريسون إلى مؤتمر صحفي، ووصف الصورة بأنها «مسيئة» و«بغيضة حقًا»، مطالبًا الحكومة الصينية باعتذار رسمي وطالب تويتر بإزالة التغريدة. رفضت الصين مطالب الاعتذار في اليوم التالي، بينما رفض تويتر أيضًا طلب موريسون بحذف تغريدة تشاو ليجيان. قال الفنان الذي يقف وراء الرسم التوضيحي إنه تم إنشاؤه «كاستعارة». في النهاية دعا موريسون إلى وقف المزيد من تضخيم الحادث. والسعي إلى المصالحة. كان للحادث تأثير في توحيد السياسيين الأستراليين في إدانة الصين عبر الخطوط الحزبية، مع لفت الانتباه أيضًا إلى تقرير بريريتون. كما كان يُنظر إليه على أنه علامة على تدهور العلاقات بين أستراليا والصين.
أعربت الحكومتان النيوزيلندية والفرنسية عن دعمهما للحكومة الأسترالية وانتقدتما منشور تشاو على تويتر، بينما صرحت الحكومة الروسية أن «الظروف تجعلنا نشك حقًا في القدرة الحقيقية للسلطات الأسترالية على المساءلة فعليًا كل الجنود المذنبين بمثل هذه الجرائم». انتقدت السفارة الصينية في باريس موقف الحكومة الفرنسية ووصفته بالنفاق، وقالت إن الفنانين الصينيين لهم الحق في الرسم الكاريكاتوري، مشيرة إلى دفاع الحكومة الفرنسية عن رسوم شارلي إيبدو. كما اتهم متحدث باسم وزارة الخارجية الأمريكية وزارة الخارجية الصينية بالنفاق لاستخدامها موقع تويتر على الإطلاق عندما يتم حظره في الصين. أعربت الحكومة التايوانية عن قلقها بشأن استخدام وزارة الخارجية الصينية لصورة تم التلاعب بها في تغريدة رسمية. بعد أسبوع من التغريدة خلصت شركة أمن إلكتروني إسرائيلية إلى أنها وجدت «أدلة على حملة تضليل منظمة إلى حد كبير» تهدف إلى نشر التغريدة ووجهة نظر الصين. استنتجت الشركة أنه من بين حسابات تويتر التي زادت من انتشار الصورة: «من المحتمل أن نصفها كان مزيفًا».